# Édouard Fleury
Pour les articles homonymes, voir Fleury.
Édouard Fleury, de son véritable nom Édouard Husson, né le 7 septembre 1815 à Laon et mort le 4 juillet 1883 à Vorges (Aisne), est un historien, journaliste, archéologue et dessinateur français.

## Repères biographiques
Édouard Fleury a laissé des travaux historiques considérables sur le département de l'Aisne, ainsi qu’une collection de « plus de 11 000 pièces dessinées, gravées ou photographiées » qu’il a léguée au Cabinet des estampes de la Bibliothèque nationale de France.
Il fut également directeur et rédacteur du Journal de l'Aisne. Ses travaux sur Saint-Just ont été critiqués par Ernest Hamel dans son Histoire de Saint-Just (Poulet-Malassis et de Broise, 1859).
Édouard Fleury est le frère de Jules dit Champfleury.

### Ouvrages
Liste non exhaustive :
- Antiquités et monuments du département de l'Aisne, Paris : Impr. J. Claye, 1877-82  T1  T2
- Babœuf et le socialisme en 1796, 2e édition, Paris : Didier, 1851  (2e édition en ligne)
- Camille Desmoulins et Roch Marcandier : La presse révolutionnaire, 2e. éd., Paris : Didier, 1852
- Cinquante ans de l'histoire du chapitre de Notre-Dame de Laon : procès-verbaux et délibérations du 22 juin 1541 au 15 juillet 1594 : avec introduction, notes et dessins, Laon : Padiez, 1875
- Étude sur le pavage émaillé dans le département de l'Aisne, Paris : Didron, 1855
- Guillaume Dupré de Sissonne, Statuaire et graveur (1590-1643), Laon : typ H. de Coquet et cie., 1872
- Histoire de Sainte Radegonde, Reine de France au VIe siècle et patronne de Poitiers, Laon : Impr. de E. Fleury, 1858
- La civilisation et l'art des Romains dans la Gaule-Belgique : Soissons, Vailly, Nizy, Blanzy, Bazoches, Reims, Paris : Dumoulin, 1860
- Le clergé du Département de l'Aisne pendant la Révolution, Paris : Dumoulin, 1853
- Le département de l'Aisne en 1814, Deuxième édition, Laon, 1858
- Le diocèse de Laon pendant la Fronde, 1858
- Les instruments de musique sur les monuments du moyen âge du département de l'Aisne : essai d'un chapitre de l'histoitre de la musique dans les âges, Laon : impr. A. Cortilliot, 1882
- Les jeux de Dieu : le mystère de Saint-Quentin, Paris : Victor Didron, 1856
- Les manuscrits à miniatures de la Bibliothèque de Laon étudiés au point de vue de leur illustration ..., Laon : Impr. de E. Fleury, 1863
- Les Manuscrits à miniatures de la bibliothèque de Laon étudiés au point de vue de leur illustration Ire partie, VIIe, VIIIe, IXe, Xe, XIe et XIIe siècles, Laon : É. Fleury, 1863
- Les Manuscrits à miniatures de la bibliothèque de Laon étudiés au point de vue de leur illustration IIe partie, XIIIe, XIVe, XVe et XVIe siècles, Laon : É. Fleury, 1863
- Les Manuscrits à miniatures de la bibliothèque de Laon étudiés au point de vue de leur illustration, etc. , Laon : impr. de É. Fleury, 1863
- Les Manuscrits à miniatures de la Bibliothèque de Laon, Laon, 1863
- Les Manuscrits à miniatures de la bibliothèque de Soissons étudiés au point de vue de leur illustration, Paris : Dumoulin, 1865
- Les Peintres Colart de Laon et Colart-le voleur, Laon : typ. H. de Coquet et cie., 1872
- Les peintures murales dans les églises du Laonnois, Laon : E. Fleury, 1860
- Origines et développements de l'art théâtral dans la province ecclésiastique de Reims, Laon : impr. de A. Cortilliot, 1880
- Saint-Just et la Terreur, Paris : Didier, 1852
- Les vignobles et les vins du Laonnois jadis et aujourd'hui, 1873
- Antiquités et Monuments du département de l'Aisne, en 4 volumes : 1re partie , Paris : chez H. Menu & Laon : chez Pradiez et Wimy, 1877